# Кёхна-Куба
Кёхна-Куба (с азерб. — «Старая Куба»; азерб. Köhnə Quba) — азербайджанские ковры, относящиеся к кубинской группе Куба-Ширванской школы ковроткачества.

## Классификация
Производится на северо-востоке Азербайджана — в Дербенте, в Габале, в Ширвани, а также в ряде ковроткацких пунктов Кубинского района. Некоторые искусствоведы относят его к коврам «Дербент», другие — к коврам «Дагестан».

## Художественные особенности
Композицию срединного поля составляют большие восьмиугольные гёли, расположенные друг за другом по вертикали. Форма, размер, узоры и цвет гёлей одинаковы. В центре гёлей изображены восьмиугольные медальоны, окаймлённые «медахилами» и «коша-джагами». Серединное поле окружено общим бордюром, состоящим из восьми полос. Серединная кайма с темно-лиловым фоном расположена у края ковра, а ее раппорт составляют два элемента, которые напоминают ковры XV века: элемент с белым фоном, составляющий начало раппорта называется «яйлык-гюлю» (с азерб. — «платочный цветок»; ковроткачи называют его «гялин дувахы» с азерб. — «фата невесты»), а элемент, составляющий центр раппорта, — «гялин-джехизи» (с азерб. — «приданое невесты»). Серединную кайму окружают два медахила «серме» с белым фоном, которые чаще всего встречаются на современных коврах «Сумахах». На крайней части изображен медахил с красным фоном — «доланкач» (меандр).
Серединная кайма с зеленым фоном украшена растительными элементами, выполненными ломаными (ковроткачи называют её «зулфлю алям»). Тут раппортную композицию составляют две скрещенные ветки, а на точке их скрещивания расположен круглый элемент, окруженный «лячаком» с четырьмя-пятью зубцами. Такую кайму можно встретить и на коврах Карабахской и Казахской школ.

## Технические особенности
Ковры считают одними из самых качественных Куба-Ширванской школы.
Размер таких ковров — от 230x375 см до 250x400 см. На одном квадратном метре ковра находится от 202000 до 3000000 узлов. Высота ворса не превышает 5 мм.